# Elmar Kunauer
Elmar Kunauer, född 18 april 1940, död 17 december 2022, var en friidrottare från Österrike. Han deltog vid olympiska sommarspelen 1960.